# محمد سعيد العريان
محمد سعيد العريان (1905 -1964) أحد كبار كتاب مصر، تخرج من دار العلوم سنة 1930 وكان أول دفعته، واشتغل بالتدريس ثم انتقل إلى وزارة المعارف، شارك في تحرير عدد كبير من المجلات وفي قصص الأطفال وفي تحقيق الكتب المخطوطة. تعتمد شهرته على ما أصدر من روايات تاريخية. أضخم جهد قام به في مجال الطفل بإصداره مجلة سندباد أوائل سنة 1952، وظل يرأس تحريرها لأكثر من سنوات عشر وكانت طرازا لم يسبق ولم يلحق في مجلات الأطفال.
في مجال التربية أسهم خلال عمله في وزارة التربية والتعليم بتصميم وإنشاء المكتبة المدرسيه في مصر وإنشاء المراكز العامة في الخارج التي تتضمن الكتب العربية من أجل نشر المعلومة، كما عمل جاهدا على إزالة الحواجز أمام تصدير الكتاب العربي ونشره في خارج مصر.

## نشأته وأثرها على كتاباته
ولد في بلدة محلة حسن، مركز المحلة الكبرى، محافظة الغربية في 2 ديسمبر 1905 صباح أول يوم من عيد الفطر. كان أبوه قد قارب التسعين من عمره ولم يرزق غلاماً يخلفه، وسماه «محمد سعيد» نسبة إلى عيد الفطر. كان والده الشيخ أحمد الذي يتصل نسبه بالشيخ العريان الكبير «حامي الحجيج» كما تصنفه المنظومات الصوفية، قد قدم إلى القاهرة ليحاضر في الأزهر، ولما نشبت الثورة العرابية وكان من خطبائها وشعرائها تعقبه الإنجليز ففر إلى طنطا على قدميه وهو شيخ في الستين، وحاضرَ في الجامع الأحمدي والذي هو فرع من الأزهر مقره في طنطا.
ترعرع محمد سعيد في بيت علم ودين، وتلقى عن أبيه دروسه الأولى، وحفظ القرآن الكريم ولم يتجاوز الحادية عشرَ من عمره، ثم التحق بالمعهد الأحمدي، وشارك خلال هذه الفترة في المظاهرات التي نشبت ضد الإنجليز، كما اشترك في ثورة 1919 وكتب أناشيد وطنية ومنشورات سياسية. وكان نتيجة لذلك أنه حينما تقدم إلى الامتحان الشفهي للشهادة الابتدائية، جعله رئيس لجنة الامتحان وأعضاؤها يرسب على الرغم من أنه كان أعلى الطلاب درجات في الامتحان التحريري، واضطر إلى إعادة السنة حيث نال الشهادة الابتدائية في السنة التالية. لكنه ما أن وقف على باب المرحلة الثانوية ينظر إلى رفاقه الذين سبقوه حتى أحس بالمرارة فولى المدرسة ظهره. انكب على الكتب يدرسها في البيت حتى فرغ من مقررات السنوات الأربعة بعد ثمانية أشهر وكان مستمرا في نشاطه الوطني الذي أدى به إلى السجن عام 1925 قبل امتحان الثانوية بخمسة أسابيع، ولكنه من حدة ذكائه نال الشهادة الثانوية بتفوق في 7 ديسمبر 1925. التحق بكلية دار العلوم وتفوق على أقرانه وتخرج عام 1930 وكان أول دفعته. رشح للبعثة الفهمية لدراسة الدكتوراه في لندن، لكنه لم يسافر لأن والدته طلبت منه ألا يتركها ويبعد عنها وهي في شيخوختها.

## حياته العاطفية وأثرها على كتاباته
أحب فتاته (توحيدة عبد الله الدماطي: ولدت 9 يناير 1914- ماتت 9 يناير 1942) وهو في العشرين من عمره، وكانت قرابته لها سبباً لتردده على المنزل ولقائه إياها. ولما قارب على التخرج من الجامعة خطبها لتتاح له فرص أكثر للقائها لكن أهلها حجبوها عنه، فإذا أتى للزيارة جلس مع الوالد والإخوة فقط. بعد أن أتم دراسته طلب كتب الكتاب، ولكن كان لفتاته أخت أكبر منها لم تتزوج، وفي عرف التقاليد وقتئذٍ، لا ينبغي أن تتزوج الصغرى قبل الكبرى. وبسبب تلك التقاليد لم يتم عقد القران إلا بعد ست سنوات في 5 يوليو 1936، وكان يوم الزفاف بعد ما يقرب من سنتين في 5 فبراير 1938، وعاشوا معاً نحو أربع سنوات أنجبا خلالها ابنتين تهاني ونادية ثم أسلمته الثالث أحمد، وماتت في 9 يناير 1942. لهذه المحنة آثار على ما كان يكتبه على صفحات المجلات، فقد كانت زوجته حبه الذي عاش على أمل في أن يتزوج منها وألف من أجلها الأشعار والتي كان دائماً يبدؤها ببيت يقول فيه:
يافوز حبك تأريخي وأيامي وصفو عيشي وسـلاتي وأحلامي
كتب مقالات كثيرة عن حبه الكبير لها وسعادته معها في سنوات الزواج، وكانت مقالاته بعد رحيلها تسيل دموع القراء، وكان قد وعد القراء بأن يجمع كل مقالاته الدامعة ومقالاته العاطفية من وحيها في كتاب بعنوان ((تحت الرماد)). بدأ في الشهور الأولى من 1964 تجميع ما نشر ولم ينشر من خطابات متبادلة بينهما، والأشعار التي كتبها من وحيها، والمقالات العاطفية التي كتبها عنها من 1930 حتى 1945 ونشرت في مجلة الرسالة ومجلة الثقافة من أجل إصدار ذلك الكتاب وحال دون ذلك وفاته في منتصف ذلك العام في يوم 13 يونيو 1964. ولو كان تمكن من نشر تحت الرماد وقتئذ لكان أول عمل أدبي من نوعه في الأدب العربي قديمه وحديثه. الجدير بالذكر هنا هو أنه لم يخلع رباط عنقه الأسود حزناً على زوجته منذ وفاتها في 9 يناير 1942 حتى فارق الحياة في 13 يونيو 1964.

## حياته العملية ونشاطه المهني
بدأ حياته العملية فور تخرجه من دار العلوم 1930 بالعمل مدرساً في مدرسة شربين الابتدائية، وفي سنة 1932 نقل إلى مدرسة القاصد بطنطا، ثم نقل سنة 1936 إلى مدرسة شبرا الابتدائية للبنات والتي كانت تعمل ناظرة بها ابنة حفني ناصف، ثم نقل منها إلى مدرسة السلحدار للبنين في شبرا. في 1942 نقل إلى وزارة المعارف بمراقبة الثقافة العامة، وفي 1944 تسلم رئاسة مكتب الصحافة بالوزارة. وفي 18 أكتوبر 1945 انتقد في صحيفة البلاغ تحت عنوان «بيداجوجيا» بعض القرارات التربوية التي أصدرها الوزير عبد الرزاق السنهوري، فعاقبه الوزير بنقله إلى مدرسة في جرجا وفصل بناته من المدارس، ولما امتنع عن التنفيذ فصل من الوزارة وقدم إلى المحاكمة التأديبية، لكن هذه أنصفته وردت إليه مكانته حين وجدت أن الأمر انتقام شخصي سياسي بعد أن دافع عن نفسه بمذكرة قانونية رائعة أملاها على كاتبه في بضع ساعات وفي مجلس التأديب نفسه.
عاد إلى العمل عام 1946 ليكون مدير المكتب الفني لوزير المعارف محمد حسن العشماوي. ولكن الوزير عبد الرزاق السنهوري اتهمه مرة أخرى بالتطاول عليه وعلى سياسته ونقله كمدرس بالمدارس الثانوية 1948، وحينئذٍ قرر أن يترك خدمة الحكومة ويتفرغ للأدب والصحافة. حمله وزير المعارف علي أيوب على العدول عن طلبه ونقله إلى مكتبه الفني مراقباً مساعداً للأعمال الفنية 1949، ولما تولى طه حسين وزارة المعارف 1950 أبقاه معه في نفس الوظيفة.
بعد قيام ثورة 1952 وتعيين كمال الدين حسين وزيراً للتربية والتعليم، عين محمد سعيد العريان مدير إدارة الشؤون العامة بوزارة التربية والتعليم. في عام 1960 عين وكيل الوزارة المساعد للعلاقات الخارجية بوزارة التربية والتعليم، وفي عام 1961 انتدب ليكون وكيلاً لوزارة شؤون الأزهر. وقد لاقى في سبيل تطوير الأزهر مصاعب جمة إلى أن تمكن من إرساء دعائم المشروع، لكن خلافا جرى بينه وبين علي صبري وزير شؤون رئاسة الجمهورية دفعه إلى الاستقالة من الوزارة في آخر عام 1961.
سعى لإنشاء نقابة المعلمين في مصر وعمل على تدعيمها وظل سكرتيراً عاما لها منذ أنشئت حتى وفاته في مستشفى نقابة المعلمين بالقاهرة، كما تولى أيضاً منصب السكرتير العام لمؤتمر المعلمين العرب حتى وفاته في 13 يونيو 1964.

## صحبته معمصطفى صادق الرافعي
تعرف في شبابه إلى أديب العروبة والإسلام مصطفى صادق الرافعي – وكان الرافعي أصم – فكان صديقه وتلميذه حتى لقد أطلق على العريان «كاتب وحي الرافعي»، ونتج عن هذا اللقاء أثر عميق في حياة كل منهما وفي أعمالهما، وقد التقيا على أهداف واحدة هي الغيرة على اللغة العربية والعروبة والإسلام.
كان الرافعي شديدا في خصوماته الأدبية، متخصصاً في أدب اللغة العربية والإعجاز القرآني، وتميز أسلوبه بالجزالة التي تصعب قراءته على غير الدارسين، فلما احتك بسعيد العريان بدأ أمر جديد في كتابة الرافعي، وقد قال البعض لقد أصبح الرافعي «عريانياً»، وقيل أن العريان أصبح «رافعياً»، وقال عميد الأدب العربي طه حسين: لم يصبح العريان «رافعياً» ولكنه أصبح «مدرة الرافعي».
للصداقة بين العريان والرافعي أثرها في تاريخ الأدب العربي الحديث. فقد دخل أدب الرافعي منذ اتصل به ولزمه العريان في طور جديد. كان الرافعي من قبل في عزلة اجتماعية عن عامة القراء فأصبح من بعد أدباً متصلاً بالحياة والأحياء، متفتحاً عن أروع عناصره القومية وخصائصه الفنية.

## ميزات كتاباته
كان دوره بارزاً ورائداً في مجالات شتى؛ سواء في ميدان الأدب والتأليف والمحاضرة والقصة والرواية والمقال، وفي تحقيق التراث والتعريف بالكتب، وفي السيرة والتربية والتعليم والعمل الوطني والقومي والعربي. كان صاحب رسالة وهدف في كافة أعماله ومؤلفاته يبتغي المحافظة على اللغة العربية وأحياء الأمجاد العربية والإسلامية، وتربية النشء على القيم الرفيعة وتوثيق العلاقات بين الدول العربية والإسلامية ولذلك عمل على إقامة المراكز الثقافية في عواصم البلاد العربية.
البيئة في قصصه التاريخية مستمدة من أمهات الكتب العربية التي تتحدث عن الأوضاع الاجتماعية والسياسية للعصور التي ألفت عنها. وللمرأة في قصصه دور إيجابي استمد موضوعاته من التاريخ الإسلامي. كان يؤمن بأهمية القصة في التأثير على المجتمع.
كان من رواد أدب الأطفال، حيث قام بإصدار (مجلة سندباد) بهدف الارتفاع بمدارك وسلوك الطفل العربي وغرس الروح الوطنية والإيمان بعروبته ولغته. كانت غايته إعداد جيل عربي سليم جدير بأن يقود الأمة العربية إلى مستقبل مشرق. ومن أبرز ما حققته المجلة هو إنشاء (ندوات سندباد) حيث حصل اللواء محمد نجيب على عضوية شرف في (15/4/1954) في ندوة سندباد التي كان يرأسها وقتئذ محي الدين اللباد. كانت ل (ندوات سندباد) فروع في كل البلاد العربية.
كان أدبه الطفولي نموذجاً يمثل الآراء التربوية التي كان يدعو إليها سواء ما يتعلق منها بالكتب أو بطرق تدريسها. وقد هدف من ورائها إلى غاية علمية ودينية وخلقية وسياسية، وساهم في تكوين شخصية الطفل الفردية والاجتماعية.
في أواخر الثلاثينات وأوائل الأربعينات كان يذيع حديثاً أسبوعياً للأطفال، وكانت فرقة في الإذاعة قد خصصت لتغني الأناشيد التي كتبها وكان من أشهر أناشيده (لغتي، ديني، وطني...) والتي لحنها شرين طاهر، ونشيد (الوحدة) ونشيد (أنا العربي) تلحين زكريا أحمد.
برامجه الإذاعية من 1938 حتى 1953 كانت تشمل أيضاً نقد للمقالات الأدبية في المجلات المصرية، وتعريف بأعلام الإسلام والنظم الاجتماعية في الإسلام. وقد نشرت مجلة الإذاعة بعض هذه البرامج، ومن برامجه الإذاعية خارج مصر، برنامج عن (ذكرى وفاة الرافعي بعد مرور سنة على وفاته) التي قام بإلقائها في الإذاعة الفلسطينية في القدس يوم 9 مايو 1938. كما أنه قام بكتابة مسرحيات معظمها من فصل واحد، وأغلبها لم ينشر وإن كان بعضها تم أداؤه في المدارس مثل مسرحية (صاحب جلالة 24 ساعة) و (رواية عيد الميلاد) و (الضرة)، كما أنه قام في مارس 1958 بالإشراف والتوجيه في مسرحيات أخرى مثل (نور الإسلام... مسرحية دينية من ثلاث فصول) تأليف عبد المحسن الكرداوي وإخراج محمد الغزاوي.
ألقى الكثير من المحاضرات من 1930 وحتى وفاته 1964، داخل مصر وخارجها، ولقد نشر بعض هذه المحاضرات، ولكن أغلبيتها لا زال حبيس الأدراج، وكان يلقي المحاضرات بانتظام في المؤتمر الثقافي العربي، مؤتمر الأدباء العرب، المؤتمر الإسلامي، مؤتمر المعلمين العرب، عيد العلم، مؤتمر قادة التعبئة القومية. كما كان يلقي المحاضرات في المراكز الثقافية خارج مصر: المركز الثقافي في ليبيا، المركز الثقافي في المغرب... الخ. كما أنه كتب المحاضرات والخطب التي كان يلقيها بعض الوزراء المصريين في المناسبات المختلفة.
له العديد من المقالات في مجلات مصرية وعربية في موضوعات مختلفة من نقد أدبي ووجهات نظر. كان يكتب بانتظام في مجلة الثقافة (1935 – 1945) ويمضي (قاف) أحياناً، ومجلة الرسالة (1935 – 1953) ومجلة النداء (1947 – 1948)، وصحيفة دار العلوم (1936 – 1943)، الرائد: مجلة المعلمين التي تصدرها نقابة المعلمين بمصر (1954 – 1964). كانت تنشر له مقالات بين الحين والآخر في مجلة (شهرية التربية والتعليم) و (مجلة بناء الوطن) ومجلة الكاتب المصري ومجلة الكتاب ومجلة الرسالة الجديدة ومجلة العصور.
كما أن له مقالات في صحف مختلفة مثل (جريدة البلاغ) و (جريدة المصري) و (جريدة الزمان) و (جريدة الأخبار) (جريدة الأهرام) و (جريدة المساء). نشرت له مقالات عديدة في مجلات وصحف صادرة خارج مصر مثل (جريدة المكشوف) في بيروت، (بيروت المساء)، (مجلة التلغراف)، (صوت الشعب) بيت لحم – القدس، (المعلم العربي) التي تصدرها وزارة التربية والتعليم السورية، (مجلة الضاد) حلب، (حضارة الإسلام) دمشق، (جريدة الثورة) دمشق.
كتب الكثير من مقدمات الكتب والقصص لكتاب من مصر ومن بلاد عربية أخرى. كان له دور كبير في نقد وتحليل كتابات الكثير من الكتاب الناشئين في داخل مصر وخارجها، الذين كانوا يرسلون إليه باكورة أعمالهما يطلبون منه النقد والتوجيه، ومن هؤلاء أحمد بهاء الدين الذي كان قد أرسل اليه أول كتاباته في رسالة بتاريخ 23 ديسمبر 1946.

## الجوائز والأوسمة والتكريم
- في الحفل ألتكريمي الذي أقيم له بدار نقابة الصحفيين في يوم الخميس 26 يناير 1950 أهداه الفنان الكبير يوسف كامل عميد معهد الفنون الجميلة العليا وقتئذِ تمثالا صنعه لتوت عنخ آمون، وفي السنة التالية أهداه تمثالاً آخر من صنعه للكاتب فكتور هوغو.
- وسام الاستحقاق السوري من الدرجة الثانية في 30/7/1957.
- وسام النهضة الأردني 1959.
- جائزة الدولة التقديرية في الآداب: أدب الأطفال 1962.
- وسام العلوم والفنون من الطبقة الأولى 1963.
- تم تكريمه في افتتاح مهرجان القاهرة الدولي لسينما الأطفال الذي أقيم في الفترة من 13 – 20 مارس 2003.

## مؤلفاته

### قصص تاريخية طويلة (حسب تسلسل تأليفها)
- قطر الندى (1945)
- على باب زويلة (1946)
- شجرة الدر (1947)
- بنت قسطنطين (1948)

### قصص قصيرة
- من حولنا (1945) مختارات من قصصه التي سبق نشرها في مجلة الرسالة تحت باب القصص من 1939 إلى 1940

### سيرة وتراجم
- حياة الرافعي (1939)

### تحقيق كتب التراث
- ابن عبد ربه (أحمد بن محمد): العقد الفريد (8 أجزاء)
- ابن خلدون: الأمصار والعمران (الباب الرابع من مقدمة ابن خلدون)
- عبد الواحد المراكشي: المعجب في تلخيص أخبار المغرب

### تحقيق كتب حديثة
كتب مصطفى صادق الرافعي:
- إعجاز القرآن والبلاغة النبوية
- أوراق الورد
- تاريخ آداب العرب
- تحت راية القرآن
- حديث القمر
- رسائل الأحزان في فلسفة الحب والجمال
- السحاب الأحمر
- كتاب المساكين
- وحي القلم؛ تجميع لمجموعة فصول ومقالات وقصص، وأكثره ما كتبه لمجلة الرسالة بين سنتي 1934 و 1937, حاول العريان أن يثبت عند رأس كل موضوع منها باعثه وحادثته.

كتب أحمد شوقي:
- ديوان الشوقيات (الجزء الرابع)
- شيطان بنتاءور

### كتب ذات مضمون سياسي
- أضواء على الحبشة، بالاشتراك مع: أمين شاكر، مصطفى أمين، مجموعة اخترنا لك
- أفريقيا حلم الاستعمار البريطاني، بالاشتراك مع: كمال عبد الحميد، عبد القادر حافظ، عبد الحميد بطريق (مجموعة اخترنا لك)
- البترول والسياسة العربية، بالاشتراك مع: أمين شاكر، توفيق مقار (مجموعة اخترنا لك)
- شمال أفريقيا بين الماضي والحاضر والمستقبل، بالاشتراك مع: أمين شاكر، مصطفى أمين (مجموعة اخترنا لك)
- حقيقة الشيوعية، بالاشتراك مع: أمين شاكر، علي أدهم (مجموعة اخترنا لك)
- جنوب أفريقيا جنة البيض وجحيم الملونين، بالاشتراك مع: أمين شاكر، مصطفى أمين (مجموعة اخترنا لك)
- تركيا والسياسة العربية: من خلفاء آل عثمان إلى خلفاء أتاتورك، بالاشتراك مع: أمين شاكر، محمد مصطفى (مجموعة اخترنا لك)
- قصة الكفاح بين العرب والاستعمار، بالاشتراك مع: جمال الدين الشيال.
- معركة الحرية (جزئين)، الجزء الأول: أهداف المعركة، الجزء الثاني: أسباب المعركة، أصدرته إدارة الشئون العامة / وزارة التربية والتعليم.
- طريق الحرية، أصدرته إدارة الشئون العامة / وزارة التربية والتعليم.
- أول الوهن في الإمبراطورية الإسلامية - - -حركات انفصالية، أصدرته إدارة الشئون العامة / وزارة التربية والتعليم
- فلسفة الثورة بقلم جمال عبد الناصر، طبعة خاصة لتلاميذ المدارس، أعدها ووضع تعليقاتها محمد سعيد العريان، ومقدمة بقلم كمال الدين حسين وزير التربية والتعليم. أصدرتها دار المعارف.
- الجمهورية العربية المتحدة: الدرس الأول للطلاب والمعلمين في جميع معاهد التعليم بالجمهورية، بعد استئناف الدراسة في 8 فبراير 1958.أصدرته إدارة الشئون العامة / وزارة التربية والتعليم.

### مختارات من محاضرات منشورة في مصر
- الحياد الإيجابي (10/ 8/1959)، نقابة المهن التعليمية، مؤتمر قادة التعبئة القومية، إسكندرية – أغسطس 1959
- مهمة الأزهريين (22/12/1959)، الموسم الثقافي الثاني للمحاضرات العامة – الدورة الأولى : 1379هـ 1959/1960، مطبوعات الإدارة العامة للثقافة الإسلامية بالأزهر
- عيد العلم منذ بدأ: قصة هذا العيد منذ بدأ (25 نوفمبر 1961)، عيد العلم، 1961، أصدرته إدارة الشئون العامة / وزارة التربية والتعليم.

### مختارات من محاضرات منشورة خارج مصر
- دعوة الكواكبي
- مفهوم القومية العربية عند الكواكبي، في مهرجان الكواكبي في حلب / دمشق / القاهرة (27/10/1959 – 1/12/1959).
- العلاقات بين العرب والأتراك في ظل الإسلام، في حفلة ذكرى الشهداء في حمص (يونيو 1961).
- مستقبل الإسلام، محاضرة في الجامعة الليبية (15/5/1961)، من منشورات المركز الثقافي العربي ببنغازي.
- كفاح الشعب الليبي ضد الاستعمار (16/5/1961)، من منشورات المركز الثقافي العربي ببنغازي.
- حياة الأديب العربي المعاصر (18/5/1961)، من منشورات المركز الثقافي العربي بطرابلس الغرب.
- نحن الطليعة (19/5/1961)، من منشورات المركز الثقافي العربي بطرابلس الغرب.
- وحدة الفكر العربي (20/5/1961)، من منشورات المركز الثقافي العربي بطرابلس الغرب.
- الكتاب المدرسي، المؤتمر الثقافي العربي الخامس، الرباط (3 – 10/6/1961)، من منشورات جامعة الدول العربية، الإدارة الثقافية.
- تطور الدراسات الإسلامية العالية (28/2/1962)، المركز الثقافي العربي بفاس.

### مؤلفات للأطفال والناشئين
القصص المدرسية، تأليف محمد سعيد العريان وأمين دويدار ومحمود زهران
حسب تسلسل تأليفها (1930 – 1932):
1- مدمس اكسفورد 2- الصياد التائه 3- الطيور البيضاء 4- عروس الببغاء 5- النهر الذهبي 6- أصحاب الكهف 7- بنت الأمير 8- ساقية العفاريت 9- سكة الجان 10- شجرة الشعر 11- مخبر الجريدة 12- أميرة الواحة 13- تاجر دمشق 14- الحظ الجميل 15- المصادفة السعيدة 16- معمل الذهب 17- الاخ الشريد 18- البيت الجديد 19- سميحة ومديحة 20- عروس الشاطئ 21- معروف بمعروف 22- الراية الحمراء 23- الزعيم الصغير
- مجموعة «كان ياماكان» القصصية، تأليف: محمد سعيد العريان، أمين دويدار، محمود زهران

1- مدينة العجائب 2- الصياد الساحر 3- الصندوق الصغير 4- جزيرة اللؤلؤ 5- سلم الساحرة
- قصص روضة الأطفال، تأليف محمد سعيد العريان، أمين دويدار، محمود زهران

1- بير زويله 2- محسن ومحاسن
- مغامرات أرنباد (2 جزء)، الرسوم بريشة حسين بيكار
- مجلة سندباد (أسبوعية كل خميس): بدأ صدروها في 3 يناير 1952 وصدر آخر أعدادها في 7 يوليو 1960، الرسوم بريشة حسين بيكار
- سلسلة رحلات سندباد:

1- الإنسان الوحشي 2- الرجل المجهول 3- سر الجزيرة المهجورة 4- اللقاء الغريب
5- طريق الاهوال 6- التمثال المسحور 7- صراع على الكنز 8- في جزيرة النسانيس
- العرب... لا خريستوف كولمبس !
- القراءة الجديدة للمدارس الابتدائية، تأليف محمد سعيد العريان، عبد العزيز القوصي، محمد قدري لطفي، محمد عبد الحميد أبو العزم، عائشة الغمري، محمد محمود رضوان. الرسوم بريشة حسن بيكار (4 أجزاء للصف الأول حتى الصف الرابع)
- المعلم لتعليم القراءة والكتابة من كتاب القراءة الجديدة للمدارس الابتدائية، تأليف محمد سعيد العريان، عبد العزيز القوصي، محمد قدري لطفي، محمد عبد الحميد أبو العزم، عائشة الغمري، محمد محمود رضوان.
- كتاب دروس القصص لتلاميذ السنة الأولى الابتدائية، تأليف محمد سعيد العريان، عبد الغني المنشاوي، محمود محمد خلاف، عبد الرحمن رشدي، مراجعة محمد أحمد جاد المولي، علي الجازم.
- التربية الدينية لتلاميذ المدارس الابتدائية تأليف محمد سعيد العريان، حسن علوان (4 أجزاء للصف الثالث حتى الصف السادس).